# Diamonds Are a Girl’s Best Friend
Diamonds Are a Girl’s Best Friend (с англ. — «Бриллианты — лучшие друзья девушек») — песня, впервые исполненная Кэрол Чэннинг в бродвейском мюзикле 1949 года «Джентльмены предпочитают блондинок» по одноименному роману Аниты Лус. Песня заняла 12-е место в списке «100 лучших песен из американских фильмов за 100 лет по версии AFI», составленном к столетнему юбилею Американского института киноискусства (AFI).
Песня наиболее известна в исполнении Мэрилин Монро в одноименном с мюзиклом фильме 1953 года. Большую ее часть в фильме актриса исполнила самостоятельно, за исключением пары фраз, спетых Марни Никсон. В этой версии песню позднее исполняли Мадонна, Кайли Миноуг, Джери Халлиуэлл, Анна Николь Смит и другие.
В 2001 году песня была исполнена в фильме «Мулен Руж!» в адаптации, названной «Sparkling Diamonds», несколько отличающейся от оригинала как по тексту, так и по мелодии.
В 2010 году песня прозвучала в фильме «Бурлеск» в исполнении Кристины Агилеры.
В 2012 году ее спела под фонограмму одна из основных героинь сериала «Сплетница» (5-й сезон, 13-я серия) — Серена Ван Дер Вудсен (актриса Блейк Лайвли).